# Comitato Olimpico Nazionale Eritreo
Il Comitato Olimpico Nazionale Eritreo (noto anche come Eritrean National Olympic Committee in inglese) è un'organizzazione sportiva eritrea, nata nel 1996 ad Asmara, Eritrea.
Rappresenta questa nazione presso il Comitato Olimpico Internazionale (CIO) dal 1999 ed ha lo scopo di curare l'organizzazione ed il potenziamento dello sport in Eritrea e, in particolare, la preparazione degli atleti eritrei, per consentire loro la partecipazione ai Giochi olimpici. L'organizzazione è, inoltre, membro dell'Associazione dei Comitati Olimpici Nazionali d'Africa.
L'attuale presidente dell'associazione è Mehari Tesfai, mentre la carica di segretario generale è occupata da Tuquabo Moba.